# Peredvíjniki

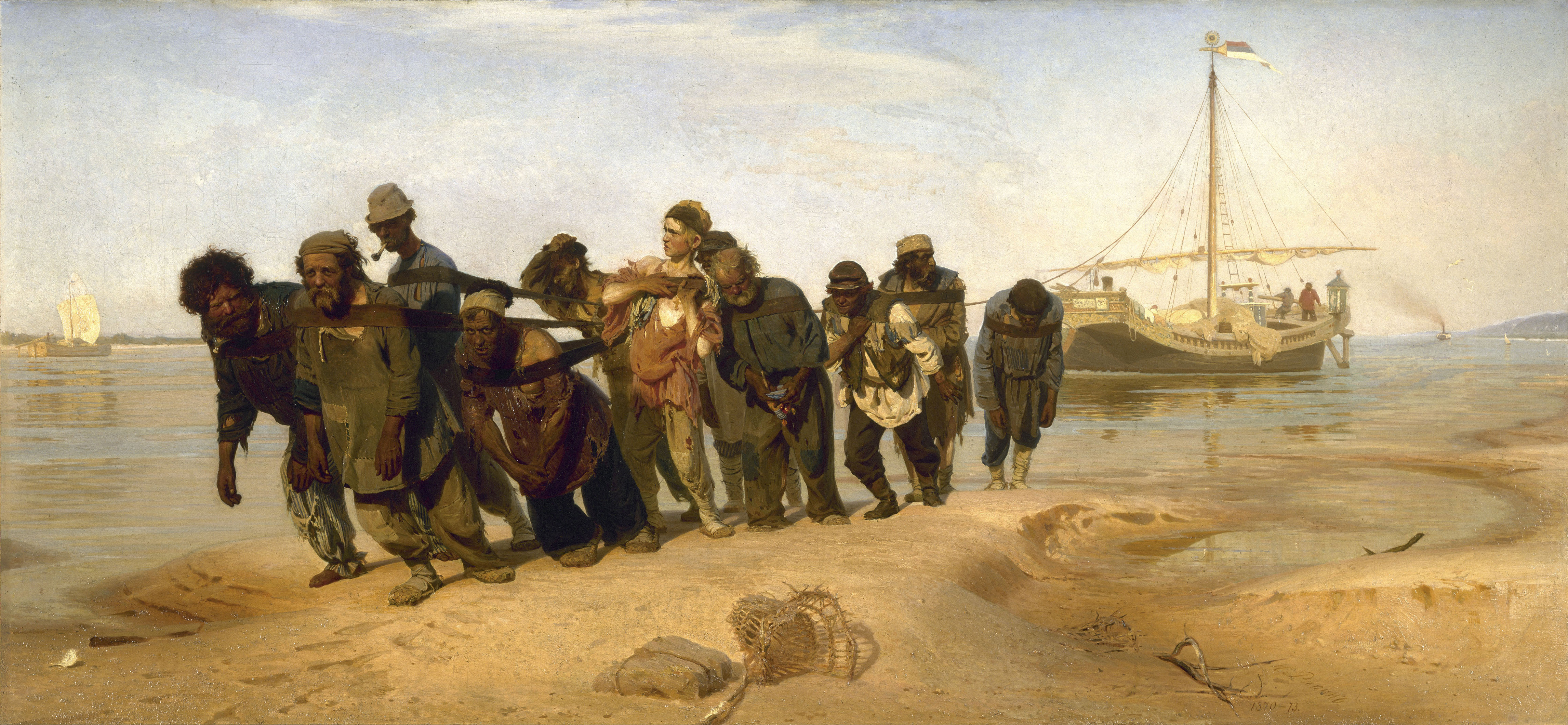
Els sirgadors del Volga d'Ilià Repin, (1870-73).

Els Peredvíjniki (en rus передвижники) o també coneguts com els Itinerants (nom sencer Societat d'Exposicions d'Art Ambulant) fou una societat cooperativa de pintors russos de la dècada del 1870 que desenvolupà en llurs obres el realisme crític que havia començat a la dècada anterior. Va néixer com a protesta contra les restriccions de l'Acadèmia Imperial de les Arts.
En la història de Rússia fou l'organització de més importància pel que fa a la democratització de la pintura. La seva ideologia també es basava en el creixement de l'amor a l'art en la societat, ja que traslladaven els seus quadres per totes les óblasts de Rússia, fet que permetia que el poble rus tingués accés a l'art.

## Característiques

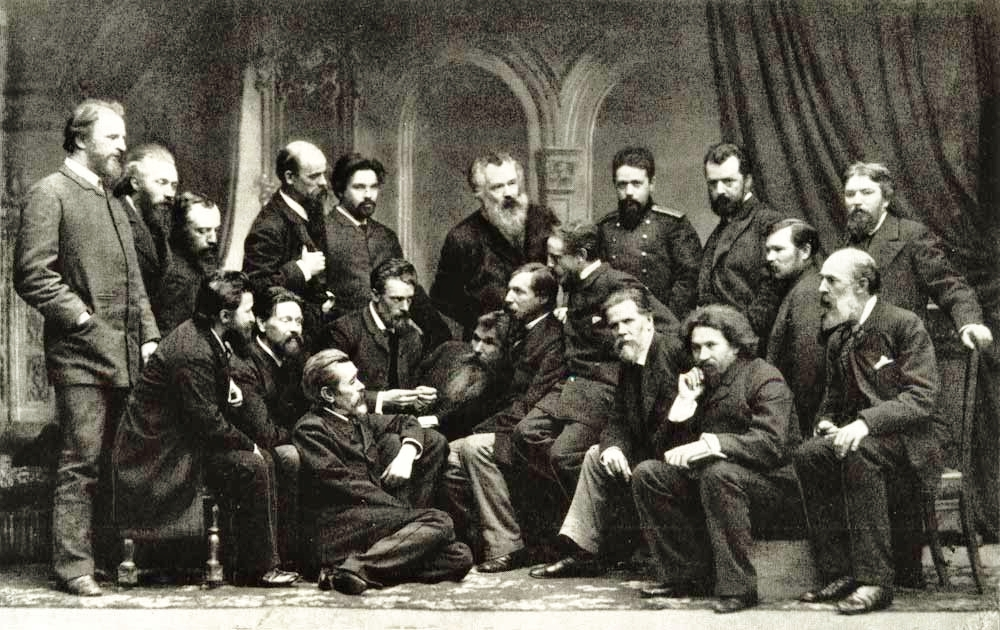
Els Peredvíjniki.

Durant les dues primeres dècades, el dirigent de la societat fou el notable retratista Ivan Kramskoi, amic i conseller del famós col·leccionista Pàvel Tretiakov, que fundà el Museu Nacional d'Art Rus.
Els Peredvíjniki conrearen diversos gèneres pictòrics: des del retrat que mostra les conviccions morals del model fins al poètic o èpic-paisatge, molt arrelat en l'ànima del camperol rus.
El gènere que va prevaler fou el costumista, representant hàbits i costums de l'època i de la vida de les diferents capes socials, que incloïen l'avantguarda estudiantil i els intel·lectuals russos d'esperit revolucionari. La bellesa i la veritat de la pintura de costums s'unifiquen en l'obra del pintor Ilià Repin.

## Membres
- Abram Arkhípov
- Nikolai Kuznetsov
- Nikolai Gue
- Nikolai Kassatkin
- Arkhip Kuindji
- Ivan Kramskoi
- Isaak Levitan
- Aleksandr Litóvtxenko
- Rafaïl Levitski
- Vladímir Makovski
- Vassili Maksímov
- Grigori Miasoiédov
- Mijaíl Nésterov
- Leonid Pasternak
- Vassili Perov
- Vassili Polénov
- Illarion Priànixnikov
- Ilià Repin
- Andrei Riàbuixkin
- Konstantín Savitski
- Aleksei Savràssov
- Valentín Serov
- Emili Xanks
- Ivan Xixkin
- Vassili Súrikov
- Apollinari Vasnetsov
- Víktor Vasnetsov
- Nikolai Iaroixenko
- Antonina Rzhevskaya